# Marlies Pretzlaff

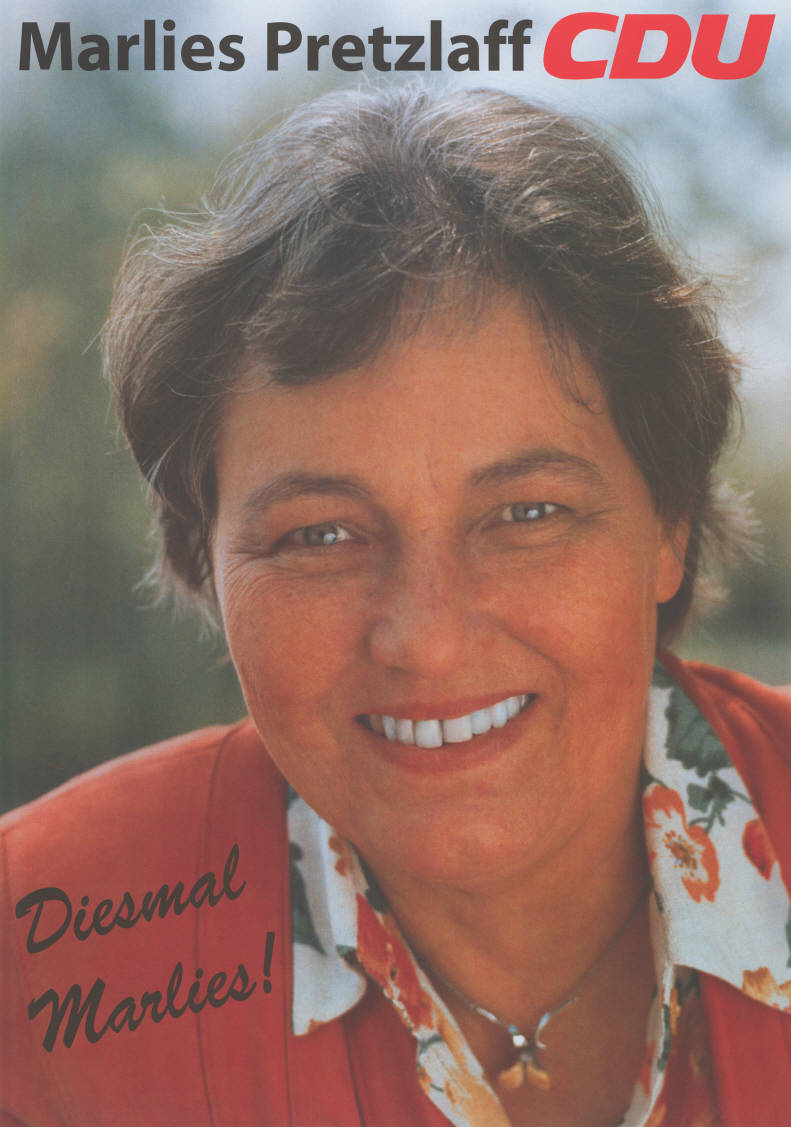
Kandidatenplakat zur Landtagswahl in Niedersachsen 1998

Marlies Pretzlaff geb. Halfmann (* 4. August 1943 in Bernburg/Saale) ist eine deutsche Politikerin (CDU) und ehemalige Bundestagsabgeordnete.

## Leben
Pretzlaff machte ihr Abitur und absolvierte anschließend ein Pädagogikstudium, es folgten anschließend die erste und die zweite Lehrerprüfung. Nach einigen Jahren im Schuldienst, beschloss sie zuhause zu bleiben und sich um ihre zwei Kinder zu kümmern. Während dieser Zeit engagierte sie sich viel in diversen ehrenamtlichen Tätigkeiten. So war sie von 1986 bis 1994 ehrenamtliche Richterin bei den Verwaltungsgerichten Braunschweig und Göttingen und Beisitzerin im Musterungsausschuss beim Kreiswehrersatzamt Göttingen.

## Politik
Pretzlaff trat im Jahr 1975 der CDU bei und wurde schon bald Mitglied des CDU-Kreisvorstandes Northeim und des CDU-Bezirksvorstandes Hildesheim. Sie war außerdem Kreis- und Bezirksvorsitzende der Frauen-Union. Bei der Bundestagswahl 1994 wurde sie ins Parlament gewählt, wo sie bis zum Ende der vierzehnten Legislaturperiode im Jahr 2002 tätig war.